# Tegucigalpa
Tegucigalpa è la città più popolosa dell'Honduras, di cui forma la capitale congiuntamente alla limitrofa città di Comayagüela, alla quale è unita nel Distrito Central. Capitale del dipartimento di Francisco Morazán, è situata nell'omonima valle, ad un'altezza di 918 m s.l.m.

## Geografia fisica
Tegucigalpa sorge lungo una catena montuosa ad un'altezza di 935 metri nel punto più basso e di 1.463 in quello più alto. La città è attraversata in direzione nord-sud dal fiume Choluteca, che la separa fisicamente da Comayagüela, posta sull'altra sponda. L'area tutt'attorno alla città è ricoperta di boschi.
L'area metropolitana di Tegucigalpa e occupa una superficie totale di 201 km², mentre la superficie della Municipalità del Distretto Centrale è di 1.396 km².

## Etimologia
Il nome Tegucigalpa presenta un'evidente origine indigena, più precisamente nahuatl. La versione più accreditata è quella che sostiene che il nome della città derivi da Taguz-galpa, che in Nahuatl significa "colline d'argento". Tuttavia questa ipotesi presenta una lacuna evidente: i nativi infatti non erano a conoscenza delle ricchezze minerarie dell'area.
In Messico si sostiene che derivi dalla parola Nahuatl Tecuztlicallipan, ossia "luogo di residenza del nobile", o da Tecuhtzincalpan "luogo sulla casa dell'amato maestro".

## Storia
Tegucigalpa fu fondata da coloni spagnoli come Real de Minas de San Miguel de Tegucigalpa il 29 settembre 1578 su alcuni insediamenti indigeni preesistenti. Nel periodo coloniale furono costruiti alcuni dei monumenti più importanti: la chiesa dell'Addolorata (1735), la cattedrale di San Michele (1765), la Casa de la Moneda (1780), e la chiesa dell'Immacolata Concezione (1788).
Nel 1791 la città venne annessa a Comayagua, salvo poi ritornare autonoma nel 1817.
Nel 1817, il sindaco Narciso Mallol fece costruire un ponte, terminato quattro anni dopo, sul fiume Choluteca e che unì Tegucigalpa con la limitrofa città di Comayagüela. Nel 1824, il primo congresso della Repubblica dell'Honduras, proclamò capitali di stato in alternanza Tegucigalpa e Comayagua, all'epoca le due città più importanti del paese.
Il 30 ottobre 1880 il presidente Marco Aurelio Soto proclamò Tegucigalpa unica capitale dell'Honduras. Si dice che la gente di Comayagua, la prima capitale dell'Honduras indipendente, avesse una palese antipatia per la moglie del presidente Soto, che per vendetta spostò la capitale della repubblica verso Tegucigalpa; ma al di là del detto popolare, è più probabile che il cambiamento della sede della capitale sia stato dovuto al presidente Marco Aurelio Soto, importante socio dell'Azienda di estrazione mineraria di Rosario, con base a San Juancito a circa 40 km da Tegucigalpa: così facendo sarebbe stato più vicino ai propri interessi personali.
Dal 1898 Tegucigalpa e Comayagüela formano la capitale, pur conservando nomi e amministrazioni cittadine autonome. Tra il 1930 e il 1960 la crescita della città, che contava circa 250.000 abitanti, fu relativamente contenuta e limitata, mentre dagli anni settanta si assistette ad un massiccio afflusso di contadini e abitanti di aree rurali a Tegucigalpa. Iniziarono a sorgere così quartieri tutt'attorno alla città, spesso senza un regolare piano regolatore, contribuendo così alla nascita di vaste baraccopoli e zone degradate.
La città è stata danneggiata dall'Uragano Mitch nel 1998.

## Monumenti e luoghi d'interesse
- Cerro del Picacho
- Paseo del cerro Juana Laines

Paesi coloniali a breve distanza da Tegucigalpa sono Santa Lucia, Valle de Ángeles, Ojojona, Yuscarán and San Juancito.

### Architetture religiose
- Cattedrale di San Michele Arcangelo, costruita nella seconda metà del XVIII secolo in forme barocche, è stata proclamata monumento nazionale nel 1967.
- Chiesa della Madonna dei Dolori
- El Templo Mormón[3]

### Aree naturali
- Parque La Leona
- Parque Naciones Unidas
- El zoológico metropolitano del Picacho
- Parco nazionale La Tigra

## Cultura

### Istruzione

#### Musei
- Museo Nacional Villaroy
- Museo del Hombre
- Museo Histórico Militar
- Sala Bancatlán
- Galería de Arte Nacional
- Museo de Historia Natural

#### Università
Tegucigalpa è sede di tredici università, delle quali tre sono pubbliche e le restanti dieci private. La principale istituzione universitaria pubblica è l'Università Nazionale Autonoma dell'Honduras, fondata nel 1847, e presente su tutto il territorio nazionale grazie ad otto campus regionali. Le altre due restanti istituzioni universitarie pubbliche presenti in città sono l'Università Nazionale Pedagogica Francisco Morazán e l'Istituto Nazionale di Formazione Professionale.
Le università private presenti a Tegucigalpa sono: la Scuola Agraria Pan-Americana, l'Università Tecnologica Centro Americana, l'Università José Cecilio del Valle, l'Università Tecnica dell'Honduras, l'Università Cattolica dell'Honduras, il Centro di Design, d'Architettura ed Edilizia, l'Università Metropolitana dell'Honduras, l'Università Cristiana Evangelica del Nuovo Millennio, l'Università Politecnica dell'Honduras e l'Università Politecnica d'Ingegneria.

## Clima
Secondo la classificazione dei climi di Köppen, Tegucigalpa ha un clima tropicale della savana (Aw). L'estate è calda e piovosa, mentre l'inverno è mite e siccitoso. Durante la stagione secca (da novembre ad aprile), l'umidità relativa dell'aria raggiunge livelli critici, fino al 20% o meno.
| Tegucigalpa         | Mesi | Mesi | Mesi | Mesi | Mesi | Mesi | Mesi | Mesi | Mesi | Mesi | Mesi | Mesi | Stagioni | Stagioni | Stagioni | Stagioni | Anno  |
| Tegucigalpa         | Gen  | Feb  | Mar  | Apr  | Mag  | Giu  | Lug  | Ago  | Set  | Ott  | Nov  | Dic  | Inv      | Pri      | Est      | Aut      | Anno  |
| ------------------- | ---- | ---- | ---- | ---- | ---- | ---- | ---- | ---- | ---- | ---- | ---- | ---- | -------- | -------- | -------- | -------- | ----- |
| T. max. media (°C)  | 26   | 27,6 | 29,7 | 30,7 | 30,1 | 28,2 | 27,8 | 28,4 | 28,3 | 27,2 | 25,8 | 25,5 | 26,4     | 30,2     | 28,1     | 27,1     | 27,9  |
| T. min. media (°C)  | 14,1 | 14,4 | 15,4 | 17,0 | 18,3 | 18,1 | 17,9 | 17,9 | 18,0 | 17,6 | 16,0 | 15,0 | 14,5     | 16,9     | 18,0     | 17,2     | 16,6  |
| Precipitazioni (mm) | 10   | 7    | 8    | 32   | 149  | 154  | 107  | 119  | 203  | 154  | 42   | 17   | 34       | 189      | 380      | 399      | 1 002 |

## Economia

### Mercati
- Mall Multiplaza
- Plaza Miraflores
- Mall Megaplaza
- El Mercado

## Infrastrutture e trasporti

### Aeroporti
L'aeroporto che serve Tegucigalpa è l'aeroporto Internazionale Toncontín.

## Amministrazione

### Gemellaggi
- Belo Horizonte, Brasile[5]

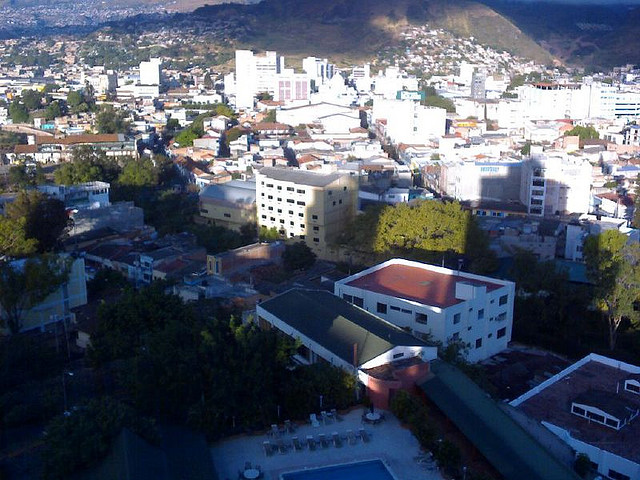
Tegucigalpa vista dal parco El Picacho - Naciones Unidas.

- Gainesville, Stati Uniti
- New Orleans, Stati Uniti[6]
- Guadalajara, Messico[7]
- Lima, Peru[8]
- Madrid, Spagna[9]
- Quito, Ecuador[10]
- Taipei, Taiwan[11]
- Amman, Giordania
- Bogotà, Colombia
- Caracas, Venezuela
- Managua, Nicaragua
- Città del Guatemala, Guatemala
- La Paz, Bolivia
- Banjarbaru, Indonesia
- Manado, Indonesia
- Palu, Indonesia
- Seul, Corea del sud

## Sport
Tegucigalpa ospita la squadra di calcio più famosa dell'Honduras, l'Olimpia Deportivo; anche il Club Deportivo Motagua gioca nella capitale.